# Plemiška rodbina Egmond
Plemiška rodbina ali Hiša Egmont ali Egmond (francosko : Maison d'Egmond, nizozemsko: Huis Egmond ) je dobila ime po nizozemskem mestu Egmond, provinca Severna Holandija, in je igrala pomembno vlogo na Nizozemskem v srednjem veku in zgodnjem novem veku. Glavne linije: Egmontski-Gelderski (vojvode Gelderna in grofje Zutphena so izumrli leta 1538), Egmontski-Gaverski (grofje Egmont, knezi Gaverski in Steenhuyze, izumrli leta 1682/1714) in Egmontski-Burenski-Leerdamski (grofje Burenski in Leerdamski, izumrli leta 1558) so imeli visok plemiški, knežji rang.
Poleg glavnih in stranskih linij, ki so izumrle, je bilo tudi nekaj nezakonskih linij družine, vključno z Egmontskim  Merensteinskim (izumrl leta 1559), Egmontskim  Kenenburškim (izumrl leta 1703), Egmontskim Nijenburškim (cesarski baroni; izumrli leta 1747) in Egmontski Kranenburški. Danes še vedno obstajajo zunajzakonske linije cesarskih grofov Gelderskih-Egmontskih (danes Mirbach-Gelderski-Egmontski) in baronov IJsselsteinskih (tudi Ysselsteinski).

## Zgodovina
Bili so ena glavnih plemiških družin grofije Holandije v srednjem veku, ki je prvič omenjena v pisnih virih že v 12. stoletju. Družina, ki naj bi izvirala od potomcev kraljev Frizije in zgodnjih grofov bodoče Holandije, je ohranila nekaj moči zaradi svojega dednega položaja Voogda (advokatstva) mogočne opatije Egmond v Severni Holandiji. Zgradili so si rezidenco v Egmondu aan den Hoef in postali gospodje Egmontski. Zahvaljujoč številnim razumnim porokam so lahko svojim domenam dodali strateško pomembno gospostvo IJsselstein in delno suvereno ozemlje gospodov Arkelskih.
Še večji pomen je družina dosegla v obdobju burgundske in habsburške oblasti nad Nizozemsko. V poznem 15. stoletju je starejša veja pridobila naziv suverenih vojvod Gelderskih, medtem ko se je mlajša veja razdelila na grofe Egmondske (leta 1553 povišani v kneze Gaverske ) ter grofe Burenske in Leerdamske. Starejše veje družine so se odselile v 16. in 17. stoletju, vendar so nezakonske veje (kot je veja bavarskih grofov Gelderskih-Egmondskih  ) cvetele tudi v 20. stoletju.
Usmrtitev Lamorala, grofa Egmontskega leta 1568 je pomagala sprožiti nizozemski upor, ki je sčasoma pripeljal do neodvisnosti Nizozemske, medtem ko je bila Ana Egmondska-Burenska, na Nizozemskem znana kot Ana Burenska , prva žena Viljema I. Oranskega, imenovanega Tihi, vodje te narodne vstaje. Ironično, leta 1573 sta bila tako opatija Egmond  grad Egmond uničena na ukaz Viljema Tihega.
Čeprav se priimek morda ne nosi, neposredni potomci družine obstajajo, torej niso izumrli.

## Pomembni člani družine
Za prejšnje gospode glejte Seznam gospodov in grofov Egmontskih.
- Janez I., gospod Egmontski (pred 1310–1369), gospod Egmonda in IJsselsteina, stadtholder Holandije.
  - Arnold I., gospod Egmontski (okoli 1340–1409), gospod Egmonta in IJsselsteina.
    - Janez II., gospod Egmontski (okoli 1385–1451), regent Gelderskih, gospodar Egmonda.
      - Arnold Egmontski (1410–1473), vojvoda Gelderski in grof Zutphenski.
        - Marija Gelderska (1434–1463), soproga škotskega kralja, žena Jakoba II .
        - Adolf Egmontski (1438–1477), vojvoda Gelderski in grof Zutphenski.
          - Filipa Gelderska (1467–1547)
          - Karel (1467–1538), vojvoda Gelderski in grof Zutphenski.

        - Katarina Gelderska (1439–1496), regentka Gelderskih.

      - Viljem IV. Egmontski (1412–1483), gospod Egmontski in IJsselsteinski, stadtholder Gelderlanda.
        - Janez III. Egmontski (1438–1516), 1. grof Egmonta, 8. gospod Purmerendski, in Ilpendamski, stadtholder Holandije, Zeelandije in Zahodne Frizije.
          - Janez IV. Egmontski (1499–1528), 2. grof Egmontski, 9. gospod Purmerendski, 
            - Karel I. Egmontski († 1541), 3. grof Egmontski, 10. gospod Purmerendski,
            - Lamoral Egmontski (1522–1568), 4. grof Egmontski, princ Gavereja in Steenhuyzeja, 11. gospod Purmerendski, stadtholder Flandrije in Artoisa itd.
              - Filip Egmontski (1558–1590), 5. grof Egmontski, princ Gavereja in Steenhuyzeja, 12. in zadnji gospod Purmerendski,
              - Lamoral II. Egmontski († 1617), 6. grof Egmontski, princ Gavereja in Steenhuyzeja
              - Karel II. Egmontski (1567–1620), sedmi grof Egmontski, princ Gaverejski in Steenhuyzejski, poročen z Marie de Lens, gospo Aubigny.
                - Alberta Egmontska, poročena z Renéjem de Renesse, prvim grofom Warfuséeja
                - Ludvik Egmontski (1600–1654), 8. grof Egmontski, princ Gavereja in Steenhuyzeja
                  - Ludvik Filip Egmont (1630–1682), 9. grof Egmonta, princ Gavere in Steenhuyze
                    - Marie Claire Egmontska (1661-1714), 12. grofica Egmontska, princesa Gavere m. Niccolo Pignatelli, vojvoda Bisaccia
                      - Družina Egmont Pignatelli, izumrla leta 1809.

                    - Louis Ernest Egmontski (1665-1693), 10. grof Egmontski, princ Gavereja
                    - Procope François Egmontski (1669-1707), 11. grof Egmontski, princ Gavereja

          - Jurij Egmontski (1504–1559), škof Utrechta

        - Friderik Egmontski (ok. 1440–1521), grof Burenski in Leerdamski, gospod IJsselsteinski itd.
          - Floris Egmontski (1470–1539), grof Burenski in Leerdamski, stadtholder Geldersa in Frizije.
            - Maksimilijan Egmontski (1509–1548), grof Burenski, Leerdamski in Lingenski, stadtholder Frizije.
              - Ana Egmondska-Burenska (1533–1558), grofica Lingenska, Burenska in Leerdamska, gospa IJsselsteinska itd.

            - Ana Egmontska starejša (1504-1574), grofica Horneška

          - (nezakonit. ) Krištof IJsselsteinski

        - Viljem Egmondski ml. (umrl 1494), stadtholder v Gueldersu.

## Grb
Ščit: zlato sedem rumenih črt . Egmontski grb je upodobljen v srednjeveškem grbovniku Geldersa (folio 83v) 

## Opomba
Irska družina Perceval, ki zmotno trdi, da izvira iz družine Egmond, je bila leta 1722 sprejeta v irski peerage kot Earls of Egmont . 

## Poglej tudi
- Seznam gospodov in grofov Egmontskih
- Baronija IJsselstein
- Vojvodina Gelders
- Grofija Zutphen
- Grofija Buren in Leerdam
- Gospostvo Purmerend, Purmerland in Ilpendam
- Kneževina Gavere
- Egmontski pakt
- Egmontska palača